# Barbad
 (février 2024).
Si vous disposez d'ouvrages ou d'articles de référence ou si vous connaissez des sites web de qualité traitant du thème abordé ici, merci de compléter l'article en donnant les références utiles à sa vérifiabilité et en les liant à la section « Notes et références ».
Barbad ou Barbad le Grand (en persan : باربد), également transcrit Barbod ou Barbed, était un musicien de la cour de l'Empire Sassanide en Perse. Il est né à Merv ou à Jahrom. Il créa le premier système musical du Moyen-Orient, connu sous le nom de Khosravani Royal, dédié au roi Khosro II. Barbad employait 30 sons pour composer sa musique. Naturellement, il a dû noter ses compositions afin de les jouer pour son audience, car s'il ne le faisait pas, il ne pouvait pas les rejouer. C'est Barbad, à l'aide d'une chanson - et risquant potentiellement sa vie - qui informa le roi Sassanide, Khosro Parviz de la mort de son cheval préféré, Chabdiz.
Barbad, le plus célèbre des musiciens de cour, aurait conçu un système musical consistant en sept modes royaux, 30 modes dérivés et 360 mélodies. C'est le plus vieux des systèmes musicaux du Moyen-Orient dont des traces existent toujours. Cet héritage se retrouve dans le nom de certains dastgah du système moderne de musique perse.
Son nom apparaît fréquemment dans la littérature persane, notamment dans Shahnameh de Ferdowsi.

## Biographie

### Naissance
Plusieurs sources contradictoires mentionnent son lieu de naissance.
Les textes les plus anciens connus mentionnent la ville de Merv, dans le nord-est du Khorasan. L'historien Mehrdad Kia (en), spécialiste du Moyen-Orient et de l'Asie Centrale, penche pour cette option.
D'autres textes, plus récents mentionnent Jahrom, une petite ville au sud de Chiraz dans le Fars. L'iranologue Tafazzoli pense que les écrivains indiquant Jahrom se référaient au livre Shahnameh de Ferdowsi. Dans celui-ci, un passage raconte le voyage de Barbad entre Jarom et la capitale de Ctésiphon lors de l'assassinat de Khosrow.

### Au service de Khosrow II

#### Rencontre
Ferdowsi et Al-Tha'alibi racontent que Barbad était un jeune et talentueux musicien, cherchant une place de ménestrel à la cour de Khosrow II. Envieux de son talent, le ménestrel en chef de la cour, Sarkash, s'y opposait. Un jour, Barbad se cacha dans le jardin royal, habillé en vert. Lorsque Khosrow II s'approcha, Barbad, accompagné de son luth interpréta trois mélodies, accompagnées de poésie : Dād-āfrīd ("Créé par Dieu"), Peykār-e gord ("Bataille du héros" ou "splendeur de Farkar") et Sabz dar sabz ("vert dans le vert").
Sa voix émerveilla et toucha profondément Khosrow II qui le nomma ménestrel en chef. À partir de cette nomination, Barbad devint le musicien préféré de Khosrow, et de nombreuses histoires de la littérature persane en ont fait état.

#### Attributions
Il était tellement apprécié que de nombreux membres de la cour lui ont demandé d'intervenir, en tant que médiateur, lorsqu'ils étaient en conflit avec le roi.
Dans son poème Khosrow et Chirine, Nizami raconte le rêve de Khosrow II où son grand-père, Khosrow I, lui prédit l'arrivée à sa cour d'un ménestrel, du nom de Barbad, dont la musique rend agréable même le goût amer du poison. Nizami reporte également la romance entre Khosrow II et Chirine. Cette romance fut interrompue pour des raisons politiques et Khosrow II épousa Gordiya, sans jamais oublier Chirine. Ils se revirent néanmoins plus tard et leurs sentiments étaient chantés par deux musiciens : Barbad chantait l'amour de Khosrow pour Chirine. Nagisa, contemporain(e) de Barbad, chantait l'amour de Chririne pour Khosrow. Ces échanges ont été consignés par Nizami en 263 distiques. C'était la première fois, dans la musique persane, que l'on mettait de la musique dans de la poésie pour représenter les sentiments des personnes.
Selon l'historien Ibn al-Faqih du Xe siècle, Chirine, alors encore épouse de Khosrow, demanda à Barbad de rappeler à Khosrow sa promesse de lui construire un château. Il composant un chant dans ce but et reçut, comme récompense, pour sa famille et lui, un domaine près d'Ispahan.
Selon l'érudit seldjoukide Nizam al-Mulk, Barbad rendit un jour visite à un courtisan, emprisonné par Khosrow. Réprimandé à ce sujet par Khosrow, sa « remarque pleine d'esprit » résolut la situation.

#### Virtuosité
Un autre grand écrivain, Abu al-Faraj al-Isfahani, relate, dans son ouvrage livre des Chansons, mentionne qu'un jour, un de ses rivaux a désaccordé son luth pendant un banquet. Barbad commence à jouer, puis s'aperçoit que ses cordes sont désaccordées. Or, les règles interdisaient d'accorder un instrument en présence de Khosrow. Mais son habilité était telle qu'il a pu jouer le répertoire demandé. Abu al-Faraj al-Isfahani, attribue cette histoire à Ishaq al-Mawsili, musicien et ministre notamment de Harun Al-Rashid.

#### Chabdiz
L'une des légendes les plus connues concerne Chabdiz, le cheval préféré de Khosrow II. Celui-ci avait déclaré que quiconque lui apprendrait la mort de sa monture serait immédiatement exécuté. Ainsi, quand il mourut, personne n'osait l'annoncer à Khosrow II et beaucoup se tournèrent alors vers Barbad. Il composa et chanta un chant qui fit comprendre à Khosrow la disparition de Chabdiz. Lorsque Khosrow dit "Chabdiz est mort", Barbad répondit : "Oui, et c'est Votre Majesté qui l'a annoncé". Et c'est ainsi qu'il évita la mise à mort du messager.
Cette histoire a d'abord été contée par le poète Khaled ibn Fayyaz, puis, plus tard, par le poète Abu Mansur al-Tha'alibi, et enfin, par un écrivain du XIIIe siècle, Al-Qazwini.
De nombreux récits similaires, par exemple en Iran, en Turquie ou en Asie centrale, rapportent l'utilisation de la musique par des musiciens pour apprendre la mort d'un cheval à un dirigeant. Et ceci afin d'éviter leur courroux. Des pièces musicales jouées avec d'autres instruments traditionnels, tels que le dutar du Khwarazm, le komuz du Kirghizistan et le dombra du Kazakhstan, y font également référence.

## Musique et poésie
Barbad fut un musicien-poète, un joueur de luth, un théoricien de la musique et un compositeur. Ses compositions comprennent des panégyriques, des élégies et des vers poétiques. Il les jouait à des évènements tels que le Nouvel An persan (Norouz), la fête Zoroastrisme Mehregan (en), des banquets d'État, ainsi que des célébrations de victoire.
Bien que ses compositions n'existent plus, certains noms ont survécu et suggèrent qu'il s'était engagé dans plusieurs sujets différents.
L'éthnomusicologue Hormoz Farhat (en) a tenté de les classer dans plusieurs groupes :
- les épopées relatant des récits historiques, telles que la vengeance d'Iraj (kin-i Iraj), la vengeance de Siavash (kin-i siavash) ou le trône d'Adashir (Taxt-i Ardashir) ;
- les chants liés à la cour royale sassanide ;
- les compositions descriptives.

Selon Ibn al-Faqih et Yaqut al-Hamawi, Barbad a écrit Bag-e nakjiran (l« jardin du jeu ») pour les ouvriers qui venaient de terminer les jardins de Qasr-e Shirin.
Aucune de ses mélodies, pour le moment, ne semble avoir survécu.

### Poésie
Cependant, un poème de Barbad nous est parvenu, cité dans l'ouvrage al-lahw wa al-malahi d'Ibn Khordadbeh. Cette œuvre, écrite en moyen persan en utilisant un alphabet arabe, est un panégyrique à 3 hémistiches :
César ressemble à la lune et Khaqan au soleil,
Mais mon Seigneur est comme les nuages ;
Il cache la lune ou le soleil lorsqu'il le souhaite.
En 1936, Christensen suggère que le texte Khvarshēdh ī rōshan (« Le soleil brillant») provient d'un poème écrit et interprété par Barbad ou par un autre poète-musicien contemporain. Ce texte, trouvé parmi un groupe de manuscrits manichéens à Turpan, Xinjiang (Chine), est écrit en moyen persan, langage peut-être utilisé par Barbad. Il se compose de quatre vers de 11 syllabes. De plus, son titre rappelle la mélodie sassanide Arāyishn ī khvarshēdh (« La beauté du soleil ») :
Le soleil brillant, la pleine lune rayonnante,
Resplendissant et rayonnante derrière le tronc d’un arbre ;
Les oiseaux avides paradent, remplis de joie,
Les colombes et les paons colorés paradent.

### Musique
Historiquement, Barbad est considéré comme l'inventeur de plusieurs aspects de la théorie de la musique, ainsi que de la pratique musicale persane.

#### Sept modes royaux
Par exemple, Al-Tha'alibi lui attribue la création du système modal en sept « modes royaux » (al-ṭoruq al-molukiya). Ce système est également connu en persan sous le nom de xosrovani ( خوسروان), haft kosravāni ou khosravani. Il ajoute que ces sept modes royaux étaient encore utilisés à son époque, soit de l'an 961 à l'an 1039.
D'autres érudits, tels que al-Masudi et Qutb al-Din Chirazi, confirment également cette hypothèse.
De ces 7 modes royaux, Barbad a créé 30 modes dérivés (lahn) et 360 mélodies (dastan). L'organisation en 7, puis 30 et 360 correspond au nombre de mois, semaines et jours du calendrier zoroastrien.
Les historiens, tel Farhat, n'ont pas trouvé d'explication à cette organisation. Cependant, le poète du XIVe siècle, Hamdallah Mustawfi, dans son ouvrage, Tarikh-i guzida (en), avance l'hypothèse que Barbad, chaque jour, interprétait une mélodie différente devant le roi. Cette mélodie était choisie parmi les 360.

#### Analyse musicale
Dans son analyse des sources historiques et littéraires, la musicologue Firoozeh Khazrai déclare que : 
« jusqu'à ce qu'une nouvelle source indépendante sur le sujet soit découverte, bon nombre de ces attributions devraient être considérées comme des inventions».
Elle souligne également que de nombreuses attributions à Barbad sont mentionnées pour la première fois plusieurs siècles après sa mort.
En particulier, on trouve la description des 30 modes dans les écrits de Nizami, au XIIe siècle.
Par ailleurs, dans son recueil de poésie, Manuchehri (en), poète du XIe siècle, cite quelques-uns des modes mentionnés par Nizami, sans se référer à Barbad. Il le citera néanmoins sur d'autres sujets.

#### Luth
L'un des instruments favoris de Barbad était un barbat, un luth à 4 cordes. Cet instrument, très populaire à son époque, n'existe plus. L'oud en est l'instrument le plus proche.
Des musicologues, par exemple Jean During, notent que, malgré la disparition progressive de cet instrument : 
« le terme barbat, symbole de l'âge d'or de la tradition musicale persane, associé à des artistes tels que Bārbad, a traversé les siècles au travers de la poésie classique. ».

## Place dans la musique persane
Ainsi, plusieurs sources continuent de faire l'éloge de Barbad. Certaines le considèrent comme le « fondateur de la musique persane ».
Il est considéré comme le musicien le plus important de son temps, faisant partie des figures majeures de l'histoire de la musique persane.

À ce sujet, l'écrivain du XIVe siècle, Alī b. Muhammad al-Jurjāni, à qui est attribué l'ouvrage Sharh bar Kitāb al-adwar, déclare :
"Parmi les musiciens des temps anciens, il y en avait qui ne jouaient jamais deux fois la même mélodie en présence du roi. L'un deux était Barbad qui vivait à l'époque de Khosrow II. Il étudiait son public avec grand soin. Il était attentif à la disposition d'esprit de ses auditeurs. Il improvisait des paroles et une mélodie adaptées et correspondant parfaitement à chacun. Sa renommée se répandit dans le monde entier. Khosrow II se vantait que ni les rois du passé, ni ceux de son temps, ne possédaient un tel artiste."
Le nombre important, ainsi que la transmission fréquente d'histoires concernant Barbad, attestent de sa popularité, même bien après sa mort.
De nos jours, Barbad continue d’être une personnalité importante dans plusieurs pays tels que l'Iran, l'Afghanistan où le Tadjikistan.